# Pulaha
Pulaha (dewanagari पुलह trl. Pulaha, ang. Pulaha) – jeden z synów Brahmy, starożytny natchniony mędrzec indyjski (ryszi - dewanagari ऋषि. trl. ṛṣi, ang. rishi).

## Rodzina i postacie powiązane

### Pochodzenie
- Zgodnie z Wisznupuraną[1] i Kurmapuraną[2] oraz naukami Guru adźapajogi[3] mędrzec Pulaha jest jednym z dziewięciu, stworzonych przez Brahmę w pierwszej manwantarze, wielkich starożytnych mędrców zwanych nawabrahmarszimi (dziewięcioma brahmarszimi). Pozostałych ośmiu to: Marići, Bhrygu, Angiras, Pulastja, Kratu, Daksza, Atri i Wasisztha.
- Mędrzec Pulaha jest jednym z pradźapatich (dewanagari प्रजापति, trl. prajāpati, ang. Prajapati, tłum. pan stworzeń, praojciec ludzkości) oraz manasaputra - zrodzonym z umysłu Brahmy. Brahma po prostu powołał go do istnienia swoim pragnieniem, aby towarzyszył mu w procesie tworzenia.
- W Puranach można odnaleźć podania, iż Pulaha narodził się w cudowny sposób z pępka Brahmy[4].

### Żony i potomstwo
Pulaha, na polecenie swojego ojca – Brahmy, poślubił Gati (dewanagari गति, trl. gatī), jedną z dziewięciu córek Kardamy muniego (dewanagari कर्दम, trl. kārdama) oraz jego żony Dewahuti (dewanagari देवहूति, trl. devahūti, ang. Devahuti). Gati urodziła trzech synów Karmaśresztha (dewanagari कर्मश्रेष्ठ, trl. karmaśreṣṭha), Warijan (dewanagari वरीयन्, trl. varīyān) i Sahisznu (dewanagari सहिष्णु, trl. sahiṣṇu, ang. Sahishnu), którzy posiadali całkowitą wiedzę o karmie. Byli bardzo szanowanymi i tolerancyjnymi osobami.
Również Kszama (dewanagari क्षमा, trl. kṣamā, ang. Kshama) jedna z córek brahmarsziego Dakszy była żoną Pulahy. Miał z nią trzech synów Karmasę (dewanagari कर्मस, trl. karmasa), Arwariwata (dewanagari अर्वरीवत्, trl. arvarīvat, ang. Arvarivat) i Sahisznu.

### Uczniowie
Pulaha strzegł i nauczał wiedzy o samorealizacji. Przekazał Boskie prawdy swojemu uczniowi maharsziemu Gautamie.

## Recepcja w literaturze religijnej
Mahabharata i Śiwapurana wspominają, iż Pulaha jest jednym z saptarszich.

## Inne informacje

### Astrologia indyjska
| Saptarszi | Oznaczenie Bayera | Tradycyjna nazwa zachodnia |
| --------- | ----------------- | -------------------------- |
| Kratu     | α UMa             | Dubhe                      |
| Pulaha    | β UMa             | Merak                      |
| Pulastja  | γ UMa             | Phecda                     |
| Atri      | δ UMa             | Megrez                     |
| Angiras   | ε UMa             | Alioth                     |
| Wasisztha | ζ UMa             | Mizar                      |
| Marići    | η UMa             | Alkaid                     |

Asteryzm Wielkiego Wozu

Astrologia indyjska przypisuje gwiazdom układu Wielkiego Wozu imiona poszczególnych saptarszich. Dlatego układ tych gwiazd często nazywany jest Saptarszi Mandala (dewanagari मण्डल, trl. maṇḍala, tłum. symbol). "Tylne koło" wozu według tejże astrologii opisywana jest jako Pulaha, a według astrologii zachodniej jako Merak.

## Recepcja w nurtach hinduistycznych

### Adźapajoga

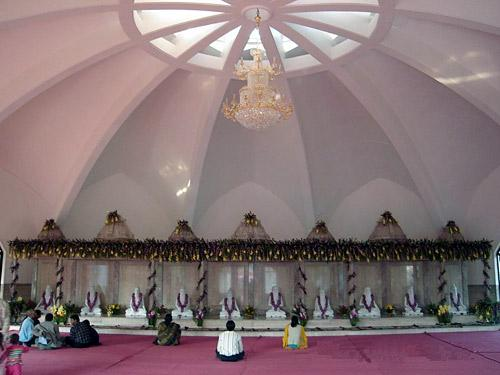
Wnętrze Świątyni Dziewięciu Brahmarszich w aśramie adźapajogi w Jamshedpurze w Indiach.

- Mędrzec Pulaha zawsze pozostaje w stanie głębokiej medytacji dla duchowego podnoszenia moralności, harmonii i ochrony ludzkiej rasy[7].
- Guru adźapajogi nauczają, iż technika praktyki jogi zwanej adźapą wywodzi się od dziewięciu synów Brahmy zwanych nawabrahmarszimi. Zgodnie z tą tradycją jednym z brahmarszich jest Pulaha. Wszyscy ci brahmarszi biorą udział w kreacji wszechświata i otaczają go swoją opieką. Mając na uwadze powyższe aspekty Guru Janardan Paramahansa, około roku 1970, postanowił stworzyć świątynię ku ich czci. Wizja Guru Janardana została zrealizowana w 1976 roku. Na terenie aśramu adźapajogi w Dimna[10] koło Jamshedpur w Indiach, powstała pierwsza na świecie świątynia poświęcona wszystkim dziewięciu brahmarszim. Następca Guru Janardana, Guru Prasad Paramahansa, około 2001 roku postanowił dokonać przebudowy istniejącej świątyni. Uroczyste otwarcie odnowionej świątyni nastąpiło w dniu 24 grudnia 2006 roku, jest ona wzorowana w swoim wyglądzie na świątyni w Siddhaśramie (dewanagari सिद्धाश्रम, trl. siddhāśrama)[3]. Świątynia ta zwana jest Rishi Mandir czyli Świątynia Ryszich.